# 高安站
高安站是为沪昆客专杭长段在江西省内设立的一个高铁站点，位于江西省高安市开发区的西北侧。高安火车站于2014年9月底正式通车，距离新余站79公里，乘车约30分钟，距离南昌西站42公里，乘车约19分钟。

## 车站结构
车站设2站台4线，其中正线2条，到发线2条，站台为两个侧式站台。站房建筑面积为6000平方米。站房综合楼为一层建筑，局部两层。
本站站台雨棚采用单柱实腹钢框架结构，覆盖面积为8129平方米。
本站区还将新建生产生活用房2192㎡，新建派出所、警务区和岗亭房屋974㎡。